# Jelena Motałowa
Jelena Wasiljewna Motałowa (ros. Елена Васильевна Моталова; ur. 28 stycznia 1971) – rosyjska lekkoatletka, specjalizująca się głównie w biegu na 3000 metrów z przeszkodami. Jest byłą rekordzistką świata w tej konkurencji, z wynikiem 9:48,88 osiągniętym 31 lipca 1999 roku na mistrzostwach Rosji w Tule. Na mistrzostwach świata w sztafecie maratońskiej reprezentowała Rosję i zajęła wraz z resztą sztafety 6. miejsce.